# Saint-Rivoal

Saint-Rivoal este o comună în departamentul Finistère, Franța. În 1 ianuarie 2022 avea o populație de 220 de locuitori.